# Æ̏
Cette page contient des caractères spéciaux ou non latins. S’ils s’affichent mal (▯, ?, etc.), consultez la page d’aide Unicode.
Æ̏ (minuscule : æ̏), appelé E dans l’A double accent grave, est un graphème utilisé dans l’écriture du dan de l’Est. Il s’agit de la lettre Æ diacritée d’un double accent grave.

## Représentations informatiques
Le E dans l’A double accent grave peut être représenté avec les caractères Unicode suivants :
- décomposé (latin de base, diacritiques)[1],[2] :

| formes    | représentations | chaînes de caractères | points de code | descriptions                                               |
| --------- | --------------- | --------------------- | -------------- | ---------------------------------------------------------- |
| capitale  | Æ̏               | Æ◌̏                    | U+00C6 U+030F  | lettre majuscule latine ae diacritique double accent grave |
| minuscule | æ̏               | æ◌̏                    | U+00E6 U+030F  | lettre minuscule latine ae diacritique double accent grave |